# Горенє Скопиці
Горенє Скопиці (словен. Gorenje Skopice) — поселення в общині Брежиці, Споднєпосавський регіон, Словенія. Висота над рівнем моря: 150,7 м.